# 文森特·明内利
文生·明尼利（英語：Vincente Minnelli，1903年2月28日—1986年7月25日），美國導演，曾執導許多喜劇作品。凭借电影《金粉世界》获奧斯卡最佳導演獎。

## 生平

### 私人生活
於1945年6月15日，與茱蒂·嘉蘭結婚，兩人的女兒麗莎·明内利在1946年3月12日出生。文生與嘉蘭於1951年離婚。

## 導演作品
- 《相逢聖路易》
- 《龍鳳香車》
- 《風流海盜》(1948年)
- 《金粉世界》
- 《花都舞影》
- 《慾海浮生》